# Langley (Essex)
 (avril 2023).
Pour l’article homonyme, voir Langley.
Langley est un village et une paroisse civile de l'Essex, en Angleterre.